# Mafalda Salvatini

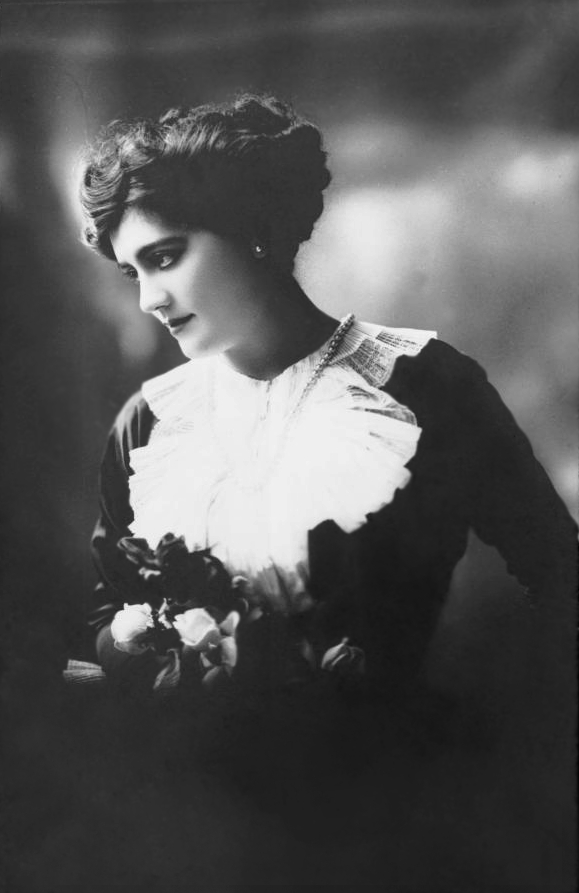
Mafalda Salvatini

Mafalda Salvatini (vielmehr Matilde Maria Luigia Salatini, * 17. Oktober 1886 in Bacoli; † 13. Juni 1971 in Lugano) war eine italienische Opernsängerin (Sopran).

## Leben
Mafalda Salvatini war die Tochter von Marianna, geb. Longobardi und Cesare Salatini, eines Offiziers der neapolitanischen Armee. Im Alter von vier Jahren verwaist, kam sie auf Internate in Portici und Paris. Schon früh zeigte sich ihr musikalisches Talent und so erhielt sie eine Gesangsausbildung in Paris bei Pauline Viardot-Garcia und Jean de Reszke. Später studierte sie in Deutschland bei Julius Lieban.
Salvatini gab 1908 ihr Debüt an der Berliner Staatsoper in der Titelrolle von Verdis Aida mit Enrico Caruso, der sie angeblich am Schluss auf die Bühne trug, damit sie ihren Applaus entgegennahm. Sie blieb an diesem Theater bis 1914 und sang die Leonora in Verdis Il trovatore und die Titelrolle in Puccinis Madama Butterfly. 1912 gab sie ein Gastspiel an der Bayerischen Staatsoper und 1914 debütierte sie an der Pariser Oper als Valentine in Meyerbeers Die Hugenotten.
Von 1916 bis 1923 gehörte Salvatini zu den Sängern am Deutschen Opernhaus. Sie sang die Amelia in Verdis Maskenball, die Marta in d’Alberts Tiefland, die Myrtocle in dessen Die toten Augen, die Rachel in Halévys La juive, die Santuzza in Mascagnis Cavalleria rusticana, die Senta im Fliegenden Holländer, die Titelrolle in Carmen und Puccinis Tosca.
Von 1924 bis 1926 war sie wieder an der Berliner Staatsoper. Danach kehrte sie an die Städtische Oper Berlin (ehemals Deutsches Opernhaus) zurück, wo sie in der Titelrolle von Puccinis Turandot zu hören war, deren Berliner Premiere im November 1926 unter Leitung von Bruno Walter stattfand. Sie blieb dort bis zum Ende ihrer Karriere im Jahr 1932.
Außerhalb Berlins gastierte Salvatini 1922 und 1928 an der Wiener Staatsoper. Sie trat 1927 und 1928 in der Semperoper in Dresden auf und hatte Auftritte am Opernhaus in Riga. Auch in Holland und Belgien gab sie Gastspiele.
1909 heiratete sie in Charlottenburg Walter Gérard (* 1883 Berlin; † 1956 Hanau), einen Forscher und Unternehmer hugenottischer Herkunft, mit dem sie zwei Söhne hatte: Rolf Gérard (1909–2011) und Horst Carl (als amerikanischer Staatsbürger später: Charles Edward Horst) Gérard (1912–2007). Ihr Enkel Alexander Gérard, Architekt und Immobilienprojektentwickler, initiierte zusammen mit seiner Frau, der Kunsthistorikerin Jana Marko, in Hamburg die Elbphilharmonie.
Ihre erste Ehe wurde 1920 geschieden. 1933 heiratete Salvatini Jurgis Šaulys, den litauischen Gesandten in Berlin und zog sich daraufhin von der Bühne zurück. Bei Ausbruch des Zweiten Weltkrieges gingen sie nach Lugano in der Schweiz, wo Mafalda Salvatini 1971 im Alter von 84 Jahren starb.

## Tondokumente
Von 1919 bis 1921 nahm Mafalda Salvatini knapp 25 Seiten für die Deutsche-Grammophon-Gesellschaft auf: zumeist Arien aus italienischen Opern, Szenen mit Hermann Jadlowker, Theodor Scheidl, Heinrich Schlusnus und anderen sowie einige italienische Lieder. 1924 folgte ein Duett aus Aida mit Pasquale Amato für Homocord. Von 1924 bis 1930 veröffentlichte sie etwa 30 Seiten auf Odeon. Hier waren ihre Partner Björn Talén und Ludwig Hofmann. Neben Arien aus Carmen und La Juive, einigen Liedern von Richard Strauss und Peter Cornelius lag auch hier der Schwerpunkt auf italienischen Opern.

2006 wurden von der Firma Preiser Records in der Reihe Lebendige Vergangenheit 21 Titel auf CD wiederveröffentlicht (Preiser, Wien 89653).